# ام رقيقة

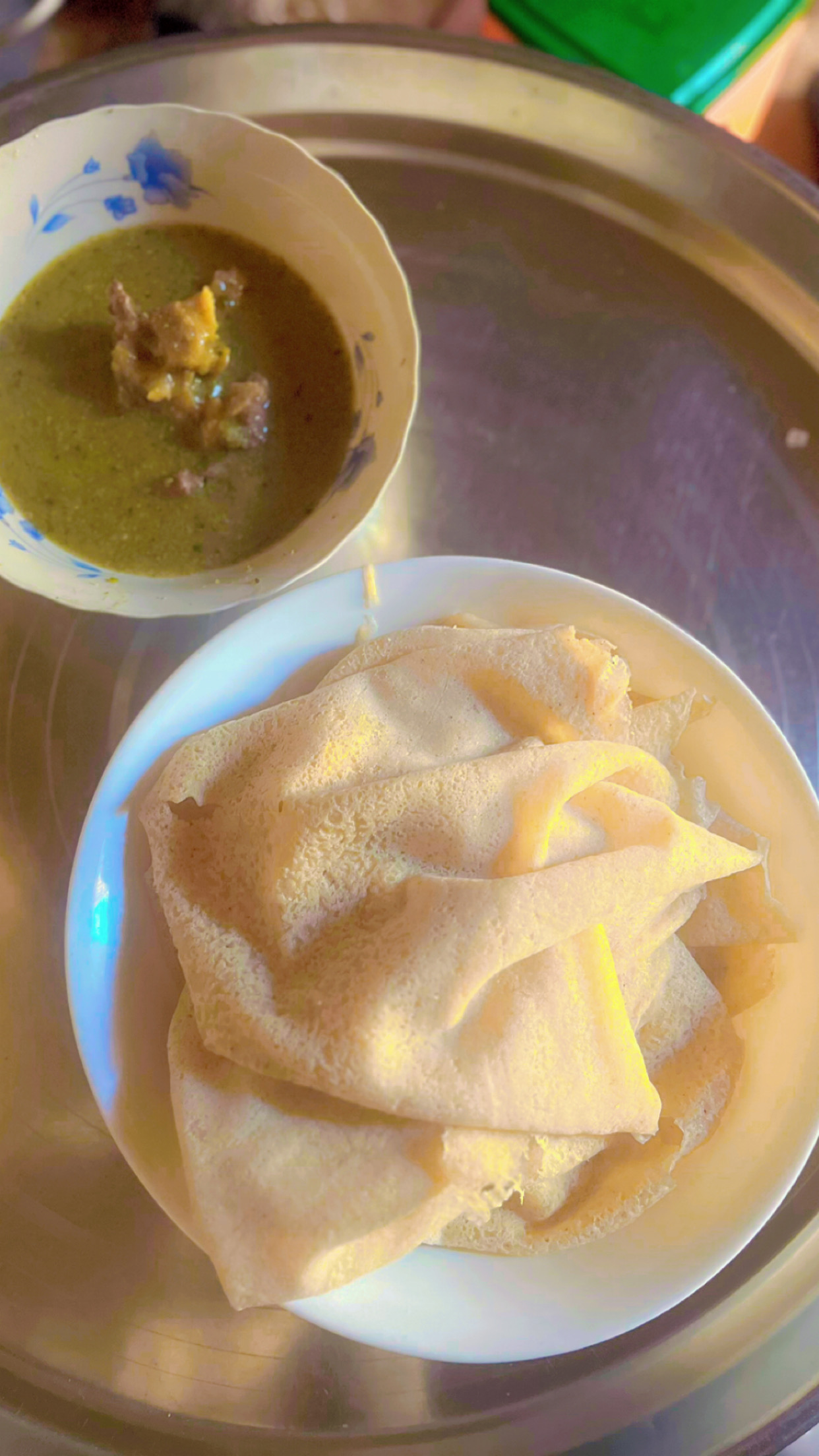
كسرة مع ملاح ام رقيقة

أم رِقيقة من الأكلات الشعبية السودانية المنتشرة في أغلب أنحاء السودان وهي من الأكلات التي ترتبط بالمناسبات الإجتماعية سواء في الأفراح والأحزان والأعياد وسميت أم رقيقة لأنها تكون رقيقة في القوام بعد إضافة الويكة (مسحوق البامية المجففة) إلى مرق اللحم أو الدجاج وتؤكل مع الكسرة المصنوعة من الذرة المخمرة والتي تتسم بحموضة الطعم بسبب آلية التخمير المعتمدة في السودان للعجين التي تصنع منه الكسرأم غالباً ما تقدم ام رقيقة مع ما يعرف بالضَلِعْ وهي قطع كبيرة من اللحم يتم استخلاص الشوربة أو مرق اللحم منها وهو الأساس الذي تصنع منه أم رقيقة.

## المكونات
- قطع كبيرة من اللحم أو الدجاج
- الويكة (البامية المجففة المطحونة)
- بصلة كبيرة
- ثوم
- زيت
- بهارات (فلفل أسود - كزبرة - جنزبيل - ملح)

## طريقة التحضير

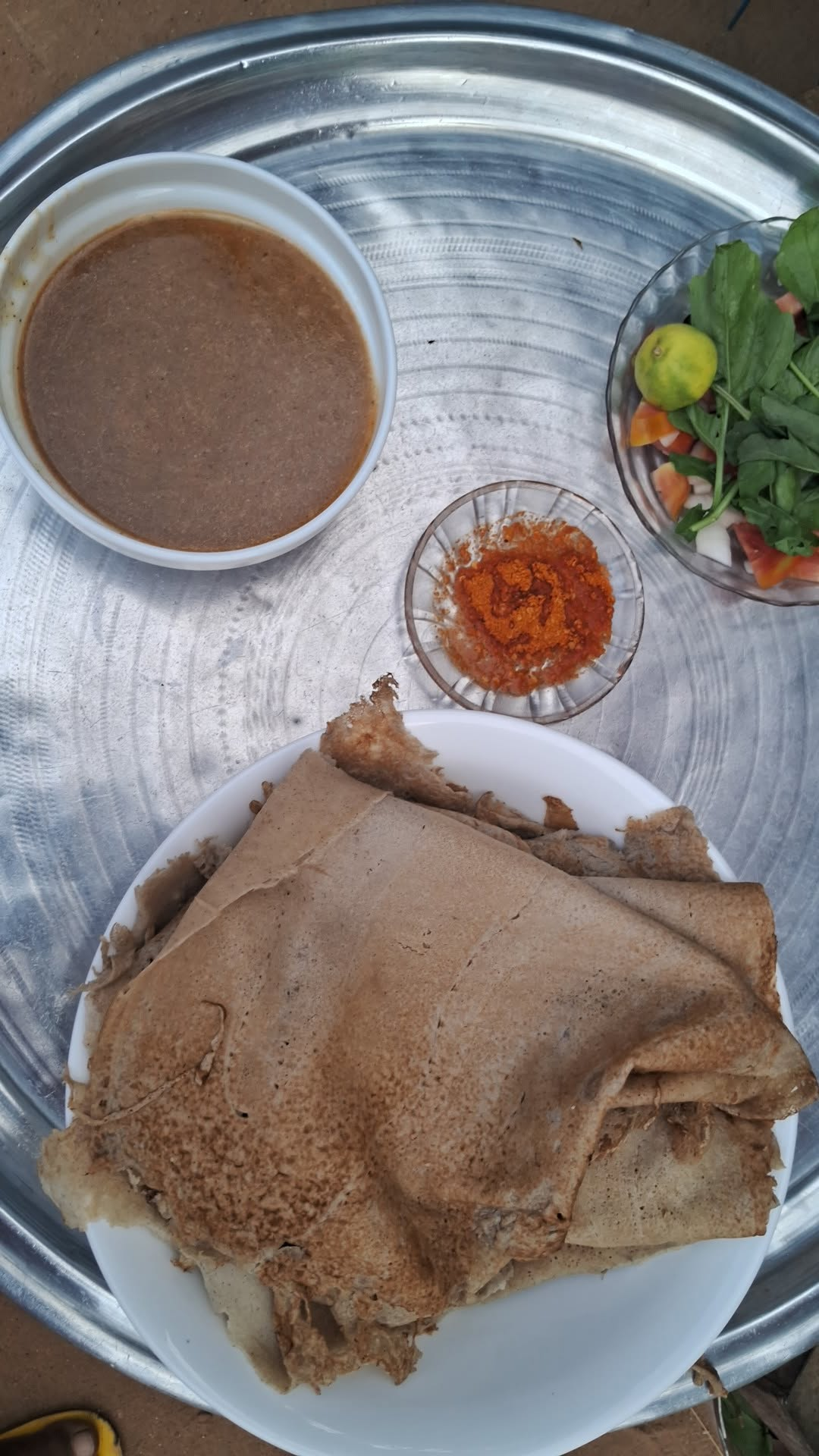
الكسرة السودانية وسلطة وملاح أم رقيقة

يتم وضع قطع اللحم الكبيرة في قدر كبير مع الملح والبهارات غير المطحونة ويتم إضافة الماء حتى يُغمر كل اللحم تماماً وتوضع على نار هادئة حتى تتكون شوربة اللحم ويتم استخراج قطع اللحم من الشوربة وإضافة الويكة وخلطها جيداً باستخدام المفراكة السودانية ومن ثم يتم قلي الثوم بالزيت بعد فرم الثوم جيدا ويضاف إلى أم رقية مع التقليب المستمر وتعرف هذه الآلية بقدحة الثوم وتكون أم رقيقة جاهزة وتقدم في طبق عميق مع إضافة الكسرة واللحم وسلطة الخضار والشطة الخضراء مع الليمون.